# FSC Mönchengladbach
Der FSC Mönchengladbach (offiziell: Frauenfußball Sport Club Mönchengladbach 1996 e. V.) ist einer der ersten selbständigen deutschen Frauenfußballvereine in Nordrhein-Westfalen. 

## Geschichte
Der FSC Mönchengladbach wurde von dem damaligen DFB-Präsidenten Egidius Braun am 19. Januar 2000 als eine große Talentschmiede im deutschen Frauenfußball bezeichnet. Bisher brachte der FSC sechs Nationalspielerinnen hervor. Bekannteste Vertreterinnen dieser Gilde sind Fatmire Bajramaj, Navina Omilade, Cansu Yağ, Barbara Müller, Nadire İnan und Christel Behr.
Von 2002 bis 2007 sowie in der Saison 2008/09 spielte der FSC in der Regionalliga West. Aktuell stellt der FSC eine Frauen- sowie mehrere Mädchenteams.

## Auszeichnungen & Erfolge
- Träger des „Grünen Bandes“ des DFB (Auszeichnung des DFB für hervorragende Jugendförderung)
- Niederrheinpokalsieger 2007 und Teilnahme an der DFB-Pokalhauptrunde
- Niederrheinmeister: 2001/02, 2007/08